# Равенна
Раве́нна (итал. Ravenna [ra'ven:a], лат. Ravenna, эмил.-ром. Ravanna, романьол. Ravêna) — город в итальянской области Эмилия-Романья, расположенный в 10 км от Адриатического моря, с которым его соединяет канал. После 402 года — столица Западной Римской империи, позднее столица королевства Одоакра, государства остготов, Равеннского экзархата и Лангобардского королевства. Восемь равеннских памятников периода Поздней античности внесены в список Всемирного наследия ЮНЕСКО.

## Общие данные
Равенна расположена на Паданской равнине в низменной местности, образовавшейся при заилении Адриатики. Административный центр одноимённой провинции.
Покровителем города считается святой Аполлинарий. День города — 23 июля.

## История

### Древняя история
Первоначально Равенна была поселением этрусков либо умбров или фессалийцев. Римляне, колонизировавшие всю Паданскую равнину, появились в Равенне во II веке до н. э.
В I веке на месте италийского поселения император Октавиан Август заложил военный порт Классис. Вокруг порта вырос римский город. Береговая линия моря постепенно отодвигалась на восток из-за ила и песка, приносимого рекой По. Византийский историк Иордан в середине VI века писал, что на месте порта Классис он увидел не мачты, а яблони.
После разделения Римской империи на Западную и Восточную (в 395 году) первым императором Западной империи со столицей в Медиолане стал Гонорий. В 402 году, после осады Медиолана вождём вестготов Аларихом, Гонорий перенёс столицу Западной Римской империи в Равенну. Вскоре после того как Гонорий и его сестра Галла Плацидия избрали Равенну своей постоянной резиденцией, город приобрёл значение экономического, политического и культурного центра империи. В 450—470-е годы в ходе борьбы за римский трон в Равенне сменились девять императоров. Последним стал Ромул Августул. 2 сентября 476 года произошла битва при Равенне. Превосходящие силы германских наёмников Римской армии, во главе с Одоакром разгромили истощенный римский гарнизон. После чего шестнадцатилетний император Ромул Августул был вынужден отречься от престола. Этой датой (формально) завершается история древнего Рима.

### Средневековье
В 493 год Равенну после долгой осады завоевал король остготов Теодорих, объявивший себя наследником римских императоров и «королём» (по готской традиции) государства со столицей в Равенне. В 497 году византийский император Анастасий I признал Теодориха правителем Италии в качестве своего вассала. После смерти Теодориха (526 год) городом некоторое время ещё правили остготы — дочь Теодориха Амаласунта (регентша при её же сыне Аталарихе), Теодахад, Витигес.
В 540 году армия Велизария осадила и завоевала Равенну, включив её в состав Византии. После смерти Юстиниана до 1-й половины VIII века Равенна оставалась византийской провинцией, столицей так называемого Равеннского экзархата.
В 751 году Равенна была завоёвана лангобардами. Город сильно пострадал от германцев, хотя и стал второй (наряду с Павией) резиденцией их королей. В VIII—XV веках Равенна входила в состав разных крупных образований, включая империю Карла Великого, а также управлялась местными феодалами.
Равеннские архиепископы с древних времён обладали автокефалией. Их щедро одаривали германско-римские императоры Саксонской династии, старавшиеся использовать их как противовес папской власти в Италии. В 1198 году Равенна возглавила движение городов Романьи против папства.
В XIII веке Равенна окончательно стала светским городом. В 1218 году к власти в городе пришло семейство Траверсари, за которым, после нескольких десятилетий ожесточённой борьбы папства и цесарцев, последовало синьориальное семейство да Полента. У да Полента в Равенне нашёл свой последний приют Данте, воспевший дочь своего покровителя, Франческу. Популярная у туристов гробница Данте приобрела свой нынешний облик в 1780 году.
В 1441 году Венецианской республике удалось изгнать да Полента и подчинить себе Равенну. Для обороны города венецианцы выстроили сохранившуюся крепость Бранкалеоне. В начале XVI века благодаря завоеваниям Чезаре Борджиа и воинственного папы Юлия II вся Романья вошла в состав Папской области. Кульминацией войны Камбрейской лиги стала битва за Равенну (1512), в ходе которой город был разграблен и сожжён французскими войсками.

### Новое время
Последующие три столетия Равенна вела неприметное существование в составе Папской области. Окружающие её поля с годами превращались в труднодоступные болота, а сам город медленно погружался под воду. В мае 1636 года море затопило и самый центр города. Благодаря ирригационным мерам, которые предприняло папство, удалось проложить сеть каналов, позволившую осушить равеннские болота.
В продолжение XIX века Равенна превратилась в сравнительно зажиточный город с большим количеством купцов. Как отметил посетивший город в начале XX века П. П. Муратов,

Нынешняя Равенна едва ли даже действительно мертвый город, она является центром зажиточной земледельческой области. Тем трагичнее судьба её великих памятников. Окружающее их безличное довольство незначительных и бесхарактерных улиц внушает печальные мысли о всесильном времени живее, чем какие угодно развалины.

## Достопримечательности
Равенна богата памятниками раннехристианской и византийской архитектуры и прежде всего монументально-декоративной живописи. В 1996 году в состав Всемирного наследия ЮНЕСКО были включены следующие объекты:
- Мавзолей Галлы Плацидии (около 440 года)
- Баптистерий православных (середина V века)
- Базилика Сан-Витале (526—547 годы)
- Базилика Сант-Аполлинаре-ин-Классе (549 год, вне городских стен)

Построенные при короле Теодорихе (то есть в 493-526 годах)
- Арианский баптистерий
- Базилика Сант-Аполлинаре-Нуово
- Архиепископский музей и капелла апостола Андрея (домовая церковь равеннских епископов)
- Мавзолей Теодориха (вне городских стен)

Интерьеры указанных зданий (всех кроме Мавзолея Теодориха) украшают мозаики, сочетающие в себе византийскую и античную традиции, с некоторыми стилистическими особенностями, присущими арианам. Сохранились руины так называемого дворца Теодориха (начало VI века).
Из позднейших памятников наибольшим историко-культурным весом обладают:
- Собор Святого Духа, построенный в XVIII веке на месте Урсиановой базилики начала V века
- венецианская Крепость Бранкалеоне (XV век)
- Базилика Сан-Франческо — францисканская церковь, в которой отпевали умершего в Равенне поэта Данте; его прах покоится подле базилики в Гробнице Данте (стилизованный мавзолей эпохи классицизма).

- Национальный музей Равенны[2]. Здесь собраны античные и раннехристианские артефакты, найденные в ходе различных археологических раскопок в городе и предместьях (надгробные стелы, раннехристианские саркофаги, в том числе знаменитый барельеф I в. «Апофеоз Августа»), в Адриатическом море (скульптурные портреты философов и писателей), диптихи, алтари и другие изделия из слоновой кости. В постоянной экспозиции музея — фрески Пьетро да Римини (1320-е гг.) из несохранившейся церкви св. Клары (Santa Chiara), крито-венецианская коллекция икон XIV—XVIII вв.

## Транспорт
До Равенны можно доехать по центральному шоссе Болоньи, или из Венеции, по внутренней дороге 309 «Romea». Из Рима самая быстрая трасса E45 International; другая, связывающая с южной Италией — государственная дорога 16 «Adriatica» (strada statale 16, SS16). По железной дороге Равенна связана с Болоньей, Феррарой, Венецией, Вероной и Римини. Самые близкие к городу аэропорты — в Форли, Римини и Болонье.
Вблизи города действует порт.

## Равенна в литературе
- Равенна упомянута в «Божественной комедии» Данте: в 5-й (души влюблённых Паоло и Франческа, которые поэт поместил во второй круг ада, предназначенный для сладострастников) и 27-й песнях «Ада».
- Байрон написал «Дневник Равенны».
- Оскар Уайльд подарил городу стихотворение «Равенна» (1878).
- Русский поэт-символист Александр Блок написал стихотворение «Равенна» (май-июнь 1909).
- Во время своего путешествия немецкий поэт Герман Гессе посетил Равенну и написал два стихотворения в честь города.
- Городу посвящена глава в книге английского журналиста Генри В. Мортона «От Милана до Рима. Прогулки по Северной Италии» (1964).

## Города-побратимы
- Честер, Великобритания
- Дубровник, Хорватия (1969)
- Шпайер, Германия (1989)
- Шартр, Франция (1957)
- Тёнсберг, Норвегия
- Сексард, Венгрия
- Лагуна, Бразилия

## Видеоматериалы
Видеоролик с воздушной съемкой исторических мест Равенны.